# Андрей Барна
Андрей Барна (6 березня 1998) — сербський плавець.